# Contea di Brunswick (Sassonia)

Stemma dei Welfen di Brunswick.

La contea di Brunswick era una contea del Ducato medievale di Sassonia. Esistette da circa il 991 fino al 1235, quando fu elevata a ducato, il Ducato di Brunswick-Lüneburg.
La Contea si sviluppò dai possedimenti della dinastia dei Brunonidi incentrata sulla città di Braunschweig e fu ampliata dall'eredità di Enrico I attorno a Northeim e Gottinga e da una parte dell'eredità dei Billunghi intorno a Lüneburg, che cadde sotto i Welfen nel 1106. Quando il ducato di Sassonia fu riorganizzato nel 1180, la contea divenne di fatto indipendente dal ducato, poiché i nuovi duchi Ascanidi non riuscirono a stabilirne il controllo. Nel 1203, i tre figli del conte Enrico III il Leone divisero la contea tra loro; Enrico IV ricevette la parte occidentale tra cui Hannover e Gottinga, Guglielmo ricevette l'area intorno a Lüneburg e Ottone I  l'area intorno a Braunschweig. L'indipendenza di Brunswick fu riconosciuta quando la contea fu elevata a Ducato di Brunswick-Lüneburg nel 1235, che esistette fino al 1918.

## Conti
Per i sovrani successivi, vedi Ducato di Brunswick-Lüneburg. L'elenco potrebbe essere incompleto.
 Dinastia dei Brunonidi 
- Bruno I (991-1016)
- Liudolfo (1016-1038)
- Bruno II (1038-1057)
- Egberto I (1057-1068)
- Egberto II (1068-1090)

 Dinastia di Northeim 
- Enrico I (1090-1101)

 Dinastia di Supplimburgo 
- Lotario (1101-1137)

 Welfen 
- Enrico II (1137-1139)
- Enrico III il Leone (1139-1195)
- Guglielmo (1195-1213)
- Ottone I (1195-1218)
- Enrico IV (1195-1227)
- Ottone II (1227-1235)

## Fonti
- (DE) Köbler Gerhard (2007), Historisches Lexikon der deutschen Länder (7th ed.). Munich. ISBN 978-3-406-54986-1.